# Journée Star Wars
Ne doit pas être confondu avec Star Wars Celebration.
La journée Star Wars est une fête officielle célébrant la saga Star Wars. La journée Star Wars a lieu le 4 et le 25 mai,,,.

## 4 mai
Le 4 mai est jugé comme un jour de fête par plusieurs fans de Star Wars et ceux-ci profitent de l'occasion pour célébrer les films de la série ainsi que sa « culture ». La date a été choisie à la suite d'un calembour fait avec une phrase célèbre du film. Ainsi, Que la Force soit avec vous, qui se prononce May the Force be with you en anglais, a été changée en May the fourth be with you (« Que le 4 mai soit avec vous »). 
La phrase n'a pas été inventée par les fans de Star Wars. Elle a notamment été utilisée par le parti de Margaret Thatcher le lendemain de son élection du 4 mai 1979. À ce moment, une annonce a été placée dans le London Evening News (en) disant May the Fourth Be with You, Maggie. Congratulations.. Cette citation a également été notée au Hansard du parlement britannique.

Lors d'une entrevue donnée en 2005 pour la chaîne allemande N24, on a demandé au créateur de Star Wars George Lucas de dire la fameuse phrase May the Force be with you. À ce moment, l'interprète aurait traduit la phrase en allemand sous la forme Am 4. Mai sind wir bei Ihnen (« nous serons avec vous le 4 mai »). Cela a été diffusé ainsi par TV Total le 18 mai 2005,. 

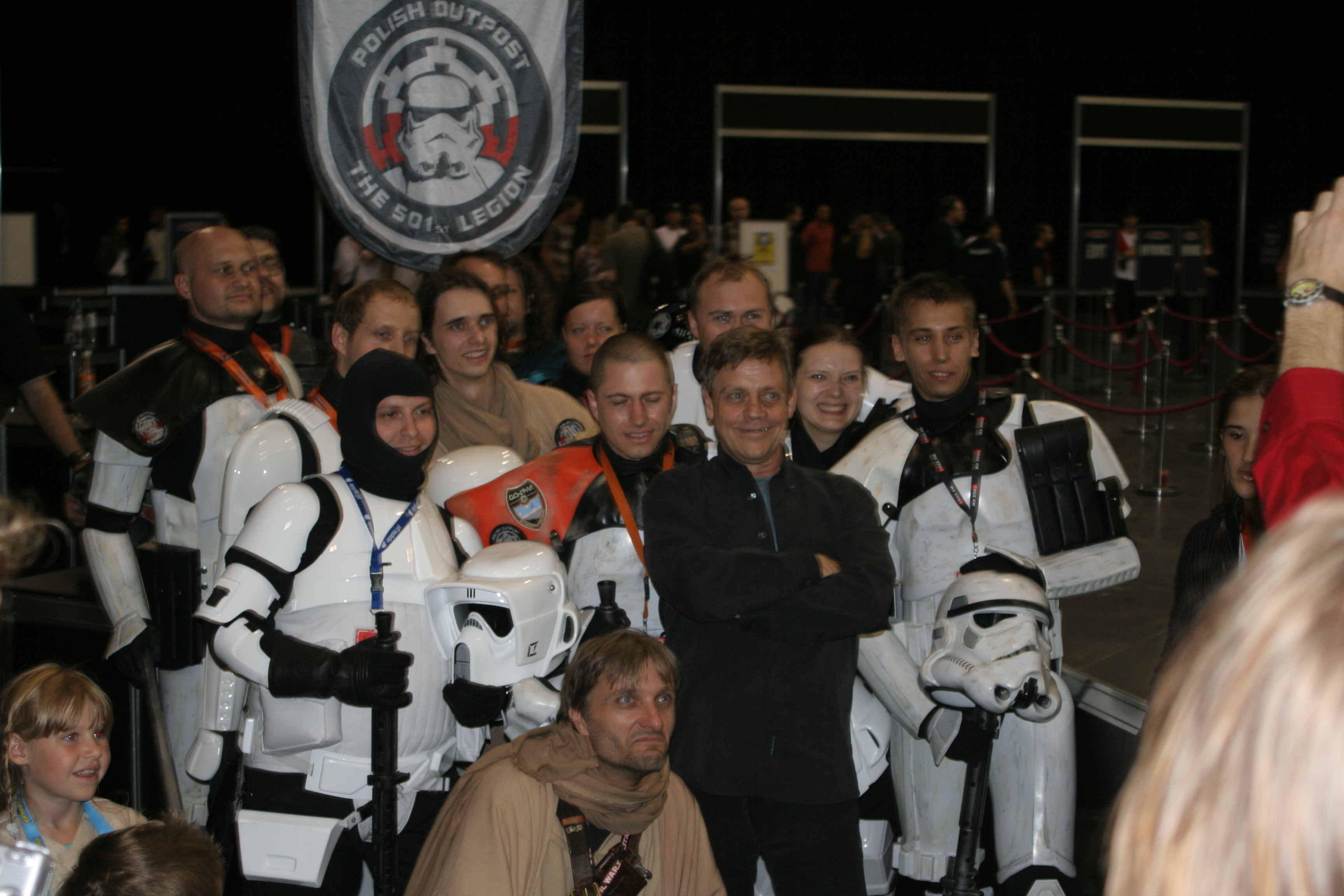
Mark Hamill avec des fans déguisés en stormtroopers (juillet 2007).

En 2011, le Toronto Underground Cinema organise une fête de la journée Star Wars à Toronto, au Canada. Organisées par Sean Ward et Alice Quinn, les activités comprenaient un concours de costumes, un jeu questionnaire sur la trilogie originale et une présentation des meilleurs films hommages, parodies, remix et autres mash-ups tirés du web. Le cinéma a organisé une deuxième édition le vendredi 4 mai 2012,.
Depuis 2013, Walt Disney Pictures, désormais propriétaire de la licence Star Wars depuis le rachat de Lucasfilm, a permis au 4 mai de s'affirmer encore plus comme étant la journée Star Wars en le rajoutant à son calendrier officiel. En parallèle des festivités et des rassemblements organisés par les fans, Disney organise toute une communication autour de la journée du 4 mai, avec par exemple des événements dans les parcs Disneyland. De nombreuses entreprises et institutions, n'ayant pourtant aucun lien avec Star Wars, s'amusent aussi à communiquer et à célébrer la saga le 4 mai. La sortie de nouveaux films (Le Réveil de la Force, Rogue One, Les Derniers Jedi, Solo) aide également à la popularisation de cette journée.
Le 13 avril 2017, Disney Southeast Asia et l'office du tourisme de Singapour annoncent un partenariat de 3 ans pour différents événements dont un festival Star Wars aux Gardens by the Bay lors de la Journée Star Wars,.

## 25 mai
Le 25 mai 2007, le Los Angeles City Council a déclaré que le 25 mai serait dorénavant considéré comme la journée Star Wars, en mémoire du lancement du premier film La Guerre des étoiles le 25 mai 1977. Cependant, cela est plus considéré comme un anniversaire, Disney ayant choisi la journée du 4 mai pour célébrer Star Wars. 
Cette date correspond également au jour de la serviette ainsi qu'au Geek Pride Day.

### Autres projets
- (en) May the Force Be With You sur Wookieepedia, un wiki traitant de Star Wars.
- « que la force soit avec » sur Wiktionnaire.